# 原型

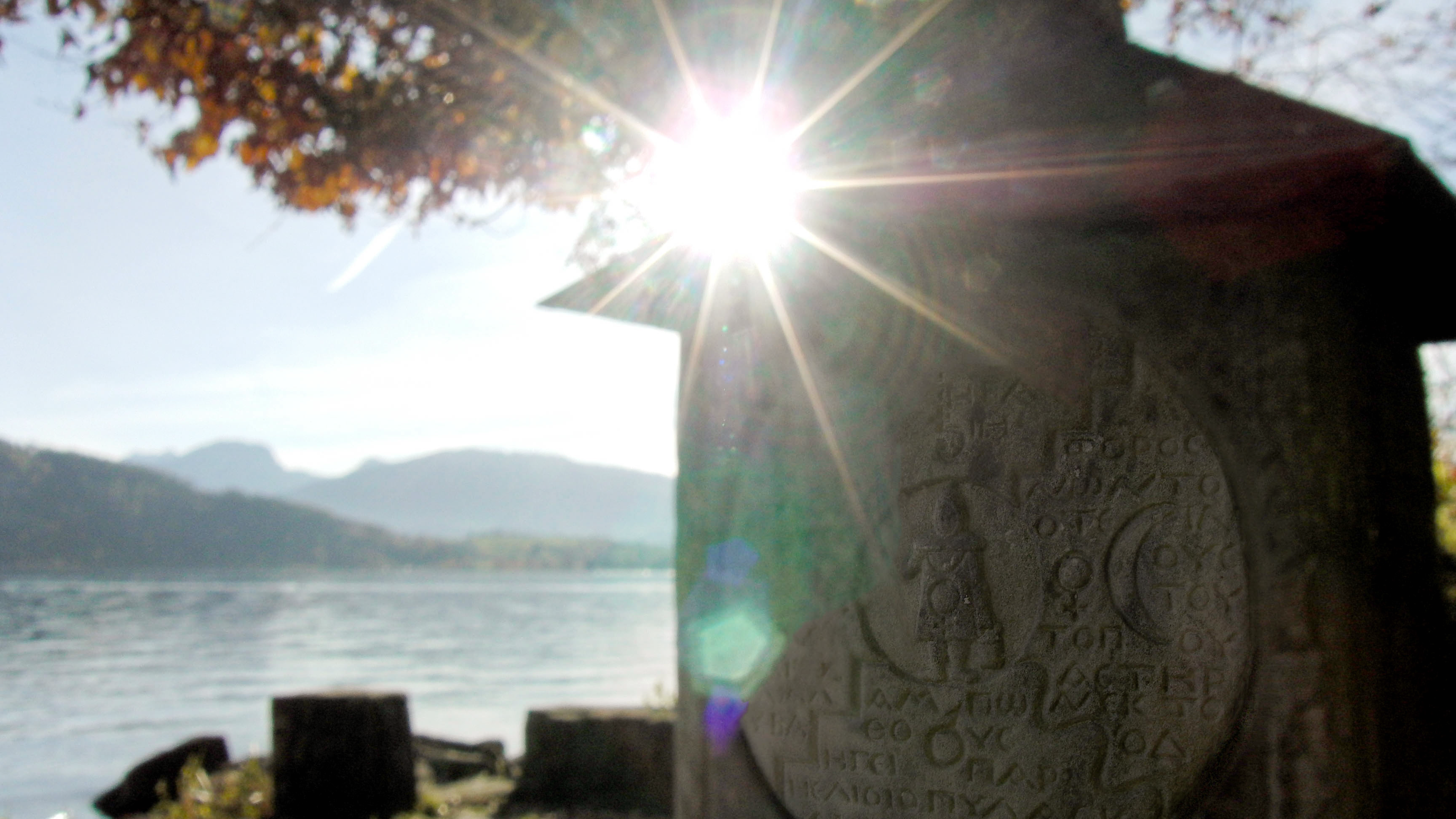
Anima Jungiana - 荣格的灵魂 。卡尔·古斯塔夫·荣格是“灵魂探索者”和分析心理学的创始人，他于 1923 年在苏黎世奥伯湖建造了波林根塔。这座圆塔的设计灵感来自中世纪，是荣格写作和“进入自我”的避难所。荣格在一块被错误地用作塔基的长方体石头上刻上了希腊文和拉丁文铭文以及占星术和炼金术符号，这些符号用于描述个体化过程。“Anima”一词源于拉丁文，意为“灵魂”，是荣格关于集体无意识原型理论的基础。“我必须在石头上表达我的信仰。这就是这座塔的起源，是我在波林根为自己建造的房子。” (卡尔·荣格，《回忆、梦、反思》，第 212 页，1973 年)。

原型是首創的模型，代表同一類型的人物、物件或觀念。原型在文學與心理學中很重要。原型往往被以後的作者一再的重複模仿與重塑。

## 心理學中的原型
榮格分析心理學中有四大原型：
- 自性（Self）：自性是人心靈的中心。
- 阿尼瑪（Anima）：阿尼瑪是男人自己內心無意識中的女人性格與形象。阿尼瑪可以是負面的也可以是正面的。
- 阿尼瑪斯（Animus）：阿尼瑪斯是女人自己內心無意識中的男人性格與形象。阿尼瑪斯可以是負面的也可以是正面的。
- 陰影（Shadow）：陰影存在人的無意識中與自我（ego）有著完全相反的性格與形象。在《蝙蝠俠:開戰時刻》中，想要成為正義的悍衛者的布魯斯心中存在殺人復仇與恐懼的陰影。這兩種陰影分別由忍者大師（Ra's al Ghul）與稻草人（Scarecrow）代表。經由阿尼瑪瑞琪兒的導引，老智者们的幫助，布魯斯戰勝自己心中殺人復仇與恐懼的陰影，終於成為正義的捍衛者。

其他分析心理學原型：
- 男女同體：鍊金術中的一個陰陽融合的象徵，心理學中意識與無意識的融合的象徵。例如伏羲女娲图，太极图。
- 出生：盘古。
- 死亡：閻羅王，死神。
- 騙子：
- 母親：女媧。
- 父親：伏羲。

### 原型心理學
榮格分析心理學衍生出原型心理學（Archetypal Psychology）。
荣格心理学对于大多心理问题的形成一般归结为某一“原型”没有得到良好发展而受到阻碍，由此精神系统作出自我调整而表现为神经症或别的问题。荣格心理学治疗目标因此是使受挫折的原型获得应有的发展。

## 文藝著作中的原型
以下為一些常見的角色原型：

### 文學作品
莎士比亞是文學原型大師，但他並非文學原型最初的的原創者，而是由寓言和神話中得到原型，再於其作品中將原型定義而發揚光大。常用作原型，由莎士比亞創作的角色有：
- 羅密歐與茱麗葉是遭遇家人反對為愛殉情男女的原型，相似於中國故事中的梁山伯與祝英台，都在不少後來的創作中再用。
- 哈姆雷特是為報復殺父之仇經歷痛苦掙扎悲劇英雄的原型，其故事情節則開創分離、轉型、與歸來三部曲的原型。趙氏孤兒是類似的中國故事。
- 法斯塔夫是體型臃腫的牛皮大王和老饕的原型。
- 安東尼．聖修伯里的作品中小王子，顯露了聖修伯里本人永恆少年的原型[1]

### 電影
- 英雄的原型：戲劇中往往有英雄人物，例如星際大戰中的路克·天行者，駭客任務中的尼歐等(Neo from the Matrix is actually not an archetype for hero because the matrix is an anti-hero movie. )，西方將最早的英雄原型分為兩種，皆出自荷馬的作品，分別是《奧德賽》中的尤里西斯與《伊里亞德》中的阿基里斯，前者是富有人性、有吸引力、甚至愛惡作劇的，例如印第安那瓊斯、詹姆士龐德等。後者則有剛正不阿的性格，如《魔戒》中的亞拉岡、美國隊長等等。
- 無法阻擋的邪惡的原型：與英雄相反的角色，如柯恩兄弟的電影險路勿近中的「安東·奇哥」。
- 老智者的原型：星際大戰中的歐比王·肯諾比及尤達、魔戒中的甘道夫、亞瑟王的巫師梅林等。
- 長不大的男孩的原型：與老智者相反的角色，如小飛俠。